# Antiquité grecque en musique
| \| • Retour à la chronologie générale de la musique classique • \| |
| Grèce • Rome • Haut Moyen Âge • VIIIe siècle • IXe siècle • Xe siècle • XIe siècle XIIe siècle • XIIIe siècle • XIVe siècle • XVe siècle • XVIe siècle • XVIIe siècle XVIIIe siècle • XIXe siècle • XXe siècle • XXIe siècle |
| • Retour à la chronologie générale de la musique classique • |

| Années en musique classique : -753 - -752 - -751 - -750 - -749 - -748 - -747    |
| Décennies en musique classique : -780 - -770 - -760 - -750 - -740 - -730 - -720 |

## Les mythes
- Mythes d'Apollon musagète (la lyre), de Dionysos (l'aulos) et des neuf muses (Euterpe, muse de la musique).
- Mythe d'Orphée.
- vers 750 av. J.-C. : selon la légende, le phrygien Olympos invente le chant accompagné par l'aulos.

## Protohistoire
- Dès le IIe millénaire : présences attestées de la lyre, de la harpe et de l'aulos double par des découvertes archéologiques (statuettes, reproductions, fragments d'instruments) de la civilisation minoenne.

## Période archaïqueVIIIe-VIesiècles
- VIIIe siècle : L’Iliade et l’Odyssée d'Homère, poésies chantées ou récitées par des aèdes.
- vers 676 : Terpandre passe pour avoir inventé la pièce musicale autonome
- VIe siècle : début d'une notation musicale grecque basée sur l'utilisation de l'alphabet ionnien
- Pythagore (vers 580 av. J.-C./vers 490 av. J.-C.), philosophe - Il développe la conception physique et mathématique des intervalles fondamentaux de la musique - Théorie des nombres.
- Archiloque de Paros
- Sapho de Lesbos
- Alcée de Mytilène
- Alcman
- Stésichore
- Sacadas d'Argos
- Charixène

## Période classiqueVe-IVesiècles
- Pindare (518 av. J.-C./438 av. J.-C.), poète lyrique.
- Ve siècle (le siècle de Périclès) : importance de la musique dans l'éducation [1]. La musique a une portée morale et politique[2].
- Euripide  (480 av. J.-C./406 av. J.-C.), tragédien, ses œuvres disposent d'un accompagnement musical.
- Platon (427 av. J.-C./348 av. J.-C.) - La République - Livre III  Traité sur la poésie et le chant.
- Aristote (384 av. J.-C./322 av. J.-C.) - De la musique - doctrine de l' éthos.
- Aristoxène de Tarente (fin IVe siècle) - Premiers traités d'harmonie[3] Éléments harmoniques et Éléments rythmiques - Il s'appuie sur la pratique empirique.
- Phrynis de Mytilène.
- Timothée de Milet.
- IIIe siècle : invention de l'orgue hydraulique par Ctésibios d'Alexandrie.

Une quarantaine de fragments de papyrus comportant des signes de notation musicale datent des IIIe/Ier siècle av. J.-C.. La plus ancienne écriture musicale conservée de nos jours est un fragment d'Oreste d'Euripide de la collection de l’archiduc Rainer datant de 408 av. J.C..
- Épitaphe de Seikilos entre -200 av. J.-C. et 100 apr. J.-C.